# 台湾鉄路管理局TEMU2000型電車
TEMU2000型電車（ティーイーエムユー2000がたでんしゃ）は、台湾鉄路管理局（現台湾鉄路公司）の中長距離用車体傾斜式交流電車。TEMU1000型電車に続く第2弾であり、東部幹線での休日を中心とした旅客輸送需要逼迫への対応と、台東線複線電化後の車両需要を見越しての導入となる。2013年より普悠瑪号（プユマごう）として営業運転に就いている。

## 概要
台湾高速鉄道の恩恵を享受する西海岸と比べて東海岸は大都市も少なく急峻な地形で、高速道路は宜蘭県までしかなく、在来線鉄道も複線電化区間は花蓮駅までにとどまっていた。太魯閣号の登場で花蓮までの増発と高速化は実現したものの、花蓮以南へは客車列車や気動車列車を除いて乗り換えを強いられるなど、東部幹線の南半分である台東線沿線では高速化の要求が日増しに高まっていた。
当初は非電化のまま車体傾斜式気動車特急を導入予定であったが、台東駅までの複線電化が前倒しで決定されたことで配備の意義が薄れたため、円高要因で延期されていたTEMU1000型電車の増備分48両の入札と合わせて2010年に136両の車体傾斜式列車の入札が行われ、日本車輌製造・住友商事連合が日立製作所・丸紅連合を破り、総額約300億円、17編成136両を受注した。
その後2014年12月、政府交通部は当形式2編成16両を住友商事・日本車輌製造連合に発注することを決定し、2016年2月の旧正月に投入された。なお、あわせて同数のTEMU1000型も同時に追加発注される。

## 設計

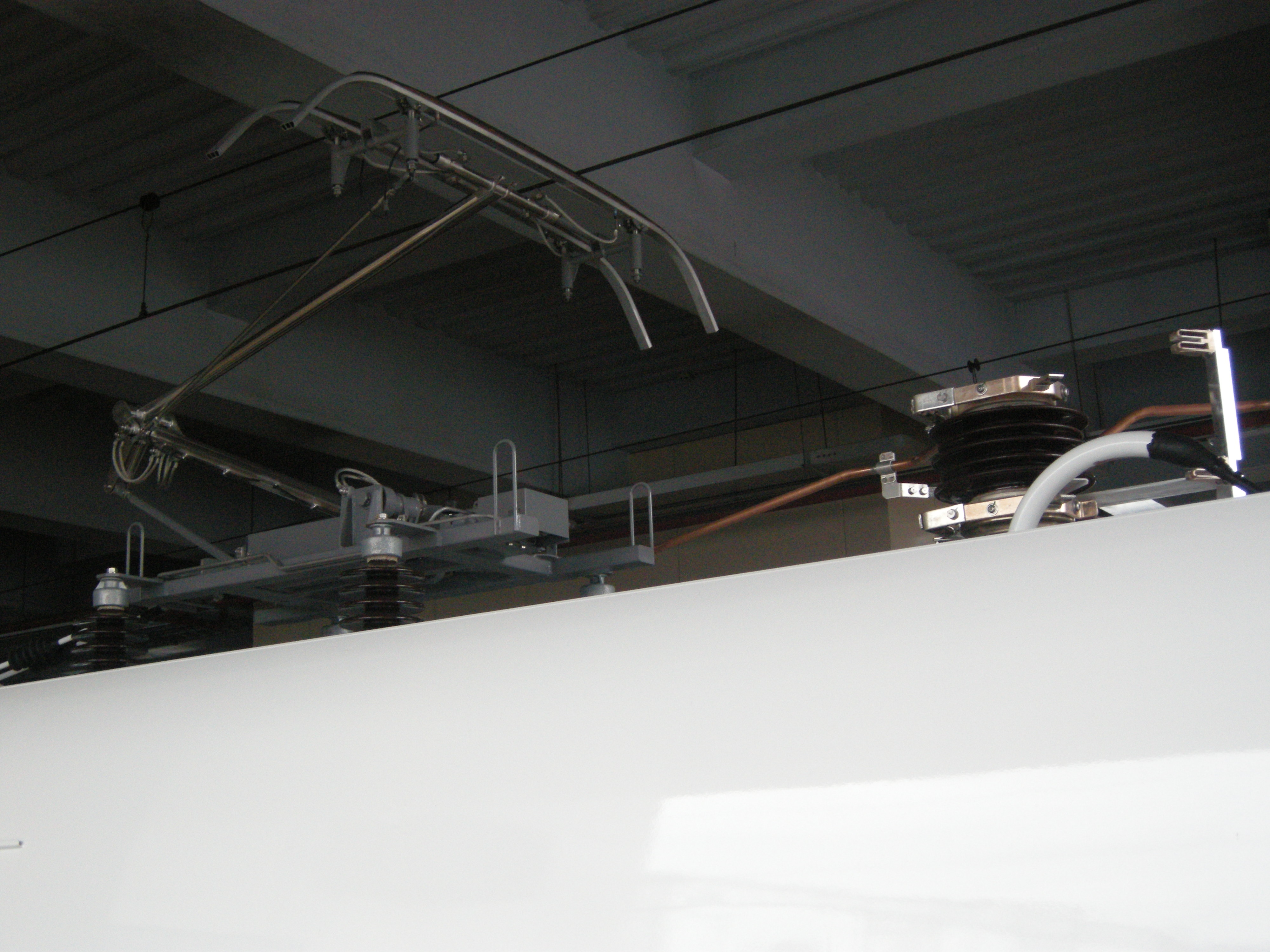
シングルアーム式パンタグラフ

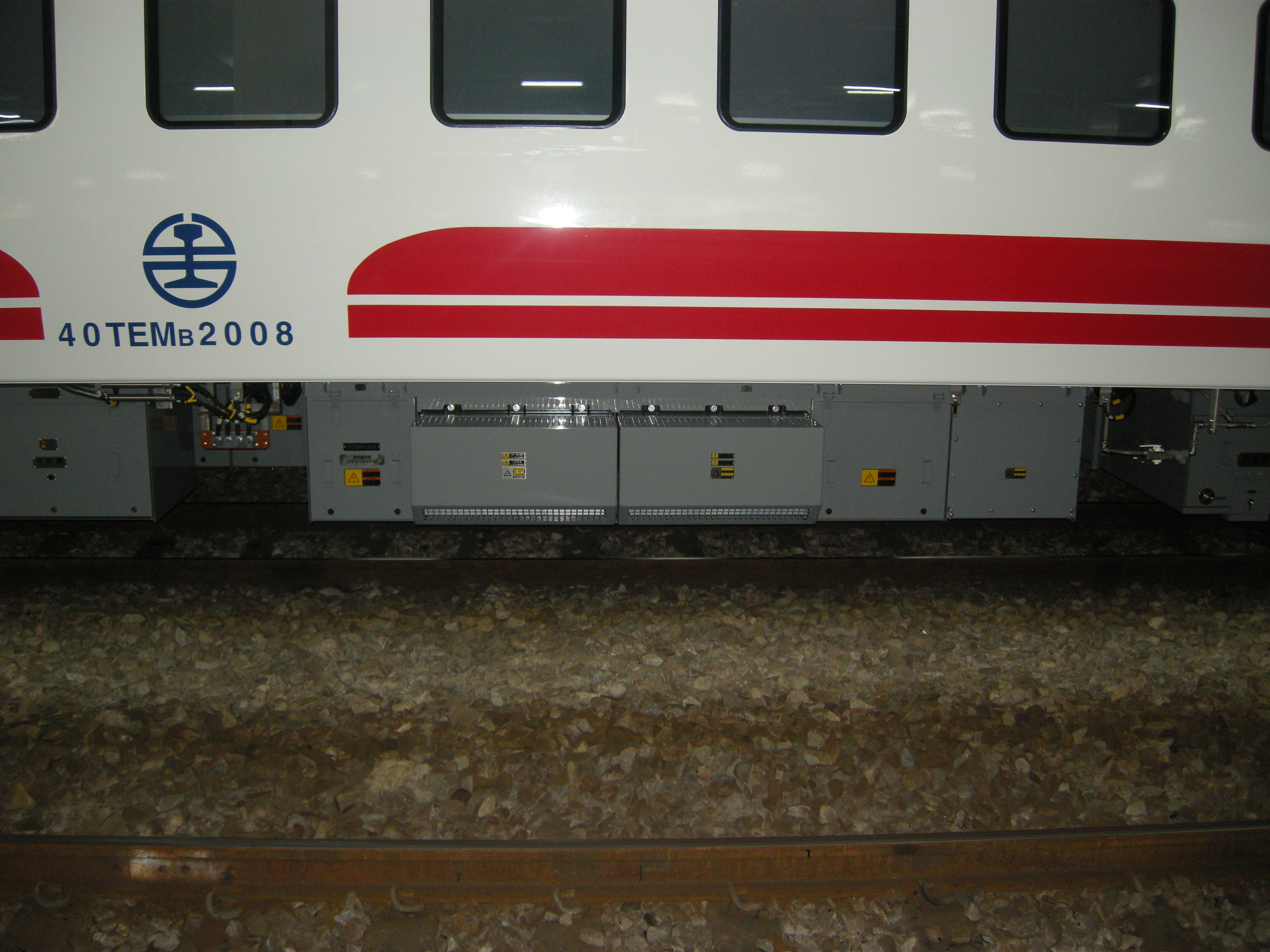
静止形インバータ

この車両は、設計最高速度は150km/h、営業最高速度は140km/hとなっている。新幹線N700系電車などで採用されている台車の空気バネを利用する車体傾斜システム（傾斜角1-2度）を搭載する。TEMU1000型電車と同じくアルミニウム合金製の構体ではあるが、塗色が赤系統になり、乗務員用扉の追加、中華西洋折衷の大型のTRAロゴなどの差異がみられる。
座席は台湾の佳豊機械設計工業が納入している。

### 編成
|              | TEMU2000← ←（逆行）斗六、彰化、樹林、台北、宜蘭、花蓮、台東（順行）→ → |                 |               |                 |                 |               |                 |                |
| 号車         | 1                                                                      | 2               | 3             | 4               | 5               | 6             | 7               | 8              |
| パンタグラフ |                                                                        |                 | ＞            |                 |                 | ＜            |                 |                |
| 形式         | 40TED2000 (Tc)                                                         | 40TEMA2000 (M1) | 45TEP2000 (T) | 40TEMB2000 (M2) | 40TEMB2000 (M2) | 45TEP2000 (T) | 40TEMA2000 (M1) | 40TED2000 (Tc) |
| その他設備   | 乗,,                                                                   | [和]WC          | [洋]WC,児,    | [和]WC,Gr       | [和]WC,Gr       | [洋]WC,児,    | [和]WC          | 乗,,           |
| 搭載機器     |                                                                        | VVVF,Rc         | Mtr,VCB       | VVVF,Rc,SIV     | VVVF,Rc,SIV     | Mtr,VCB       | VVVF,Rc         |                |
| 定員         | 36人                                                                   | 52人            | 48人          | 52人            | 52人            | 48人          | 52人            | 36人           |

範例
- VVVF：主制御器（VVVFインバータ装置）
- Rc：コンバータ装置
- Mtr：主変圧器
- VCB：真空遮断器
- SIV：静止形インバータ
- 乗：列車長及び乗務員室
- [和]WC：和式便所、[洋]WC：洋式便所
- 児：ベビーチェア
- ：自動販売機
- ：バリアフリー施設（座席及び便所）
- Gr：グループ席（大型テーブルつき）
- ：自転車搭載設備

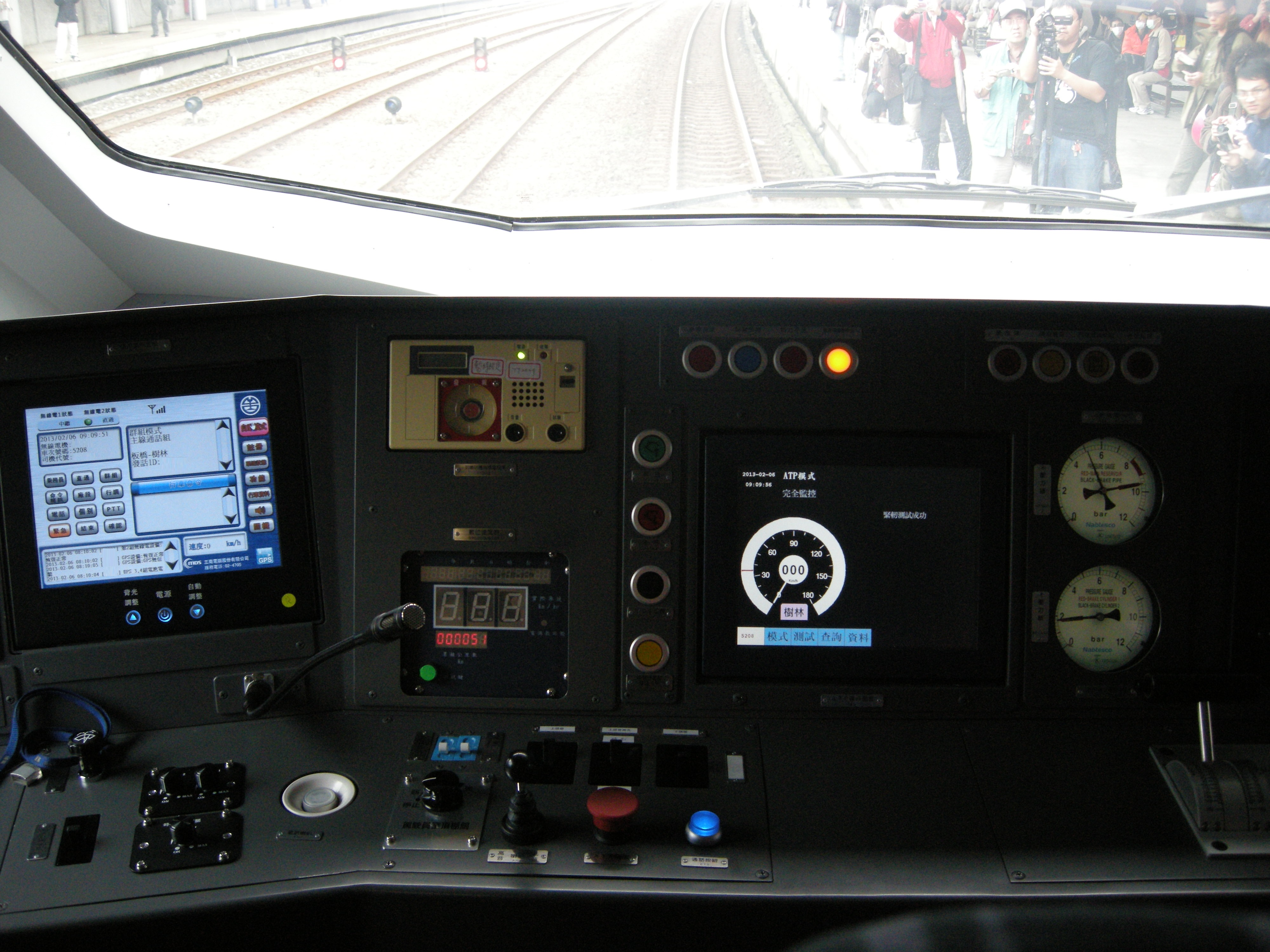
運転台
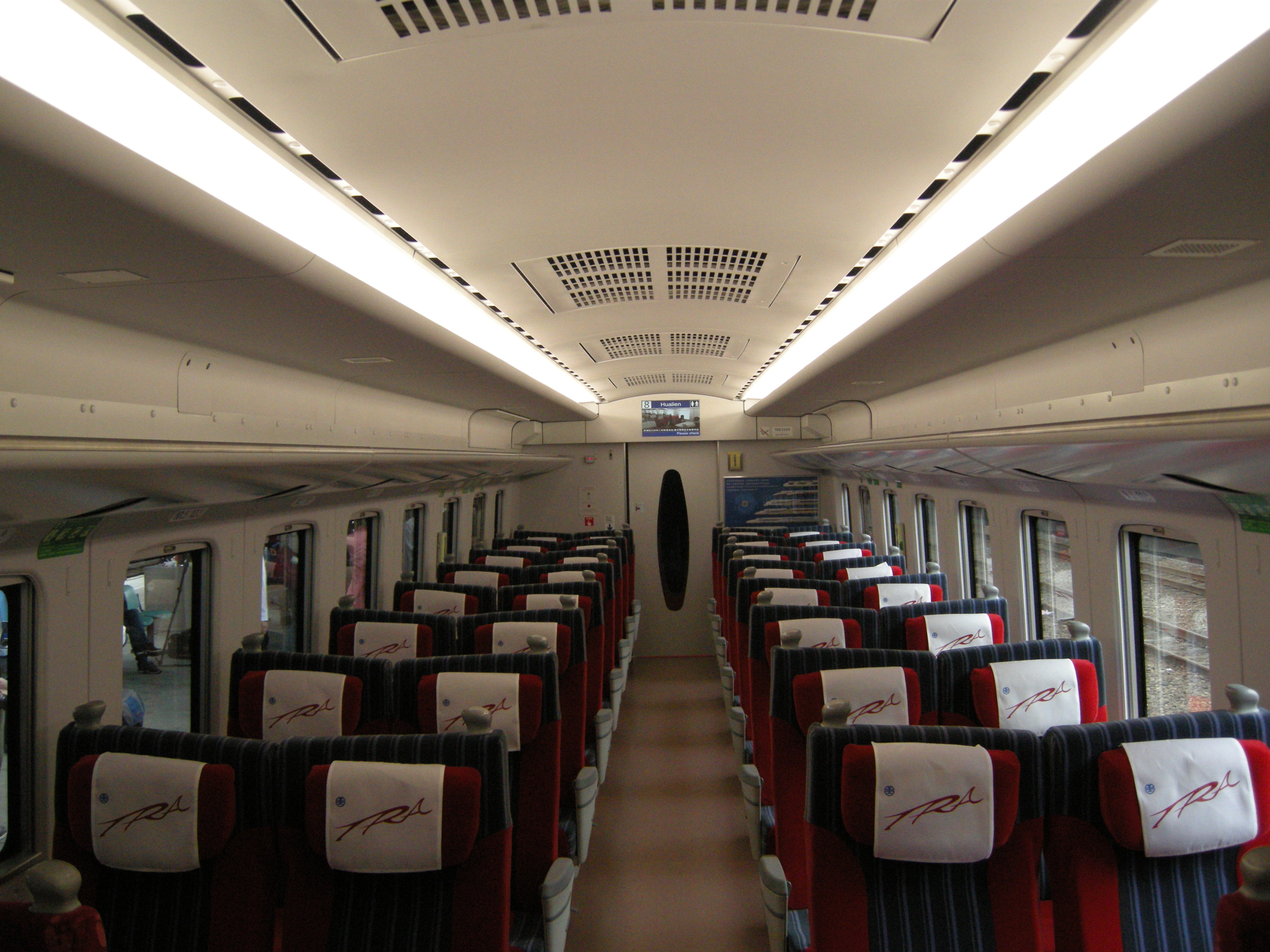
車内
普通席
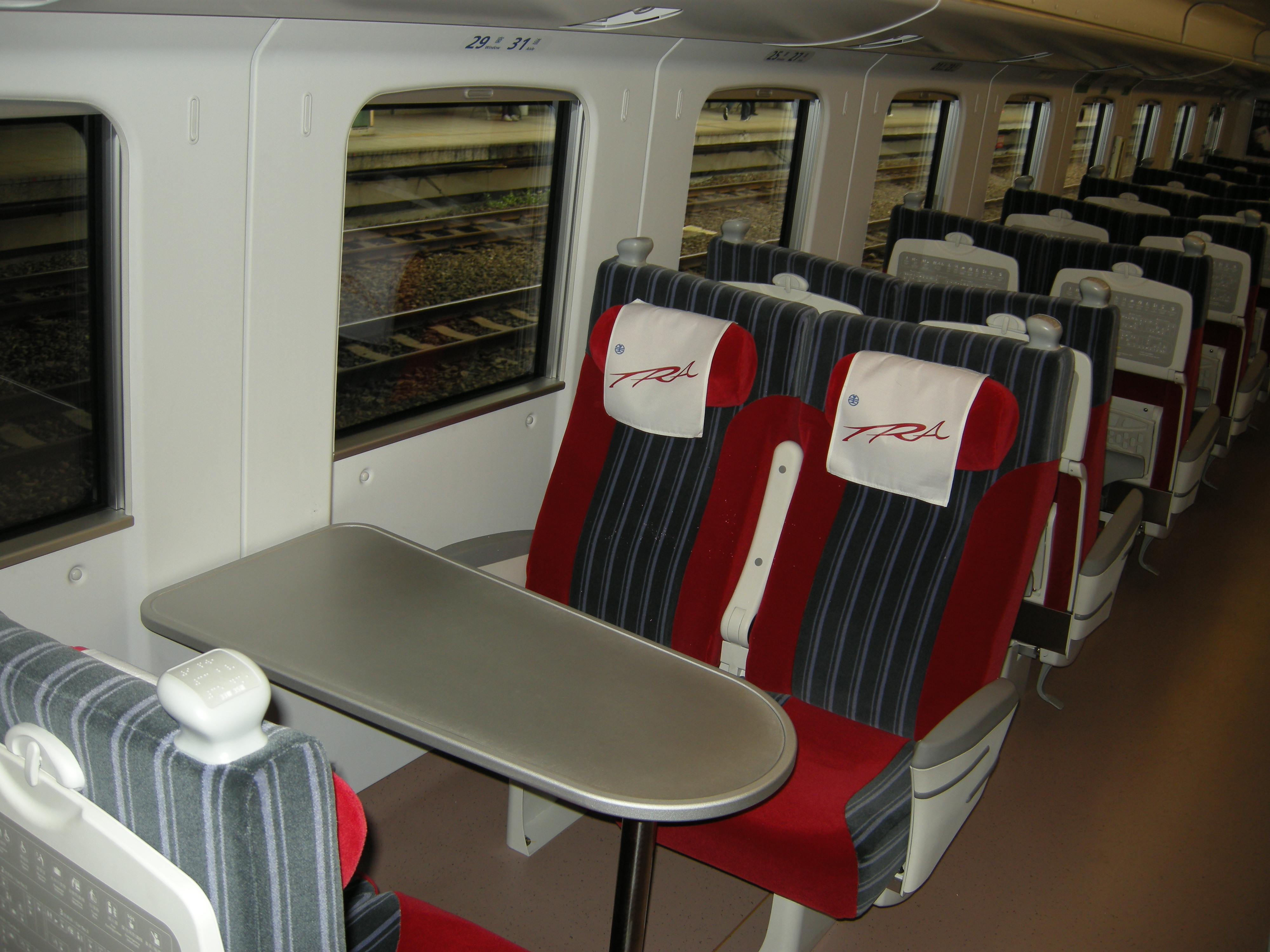
四人掛けボックスシート
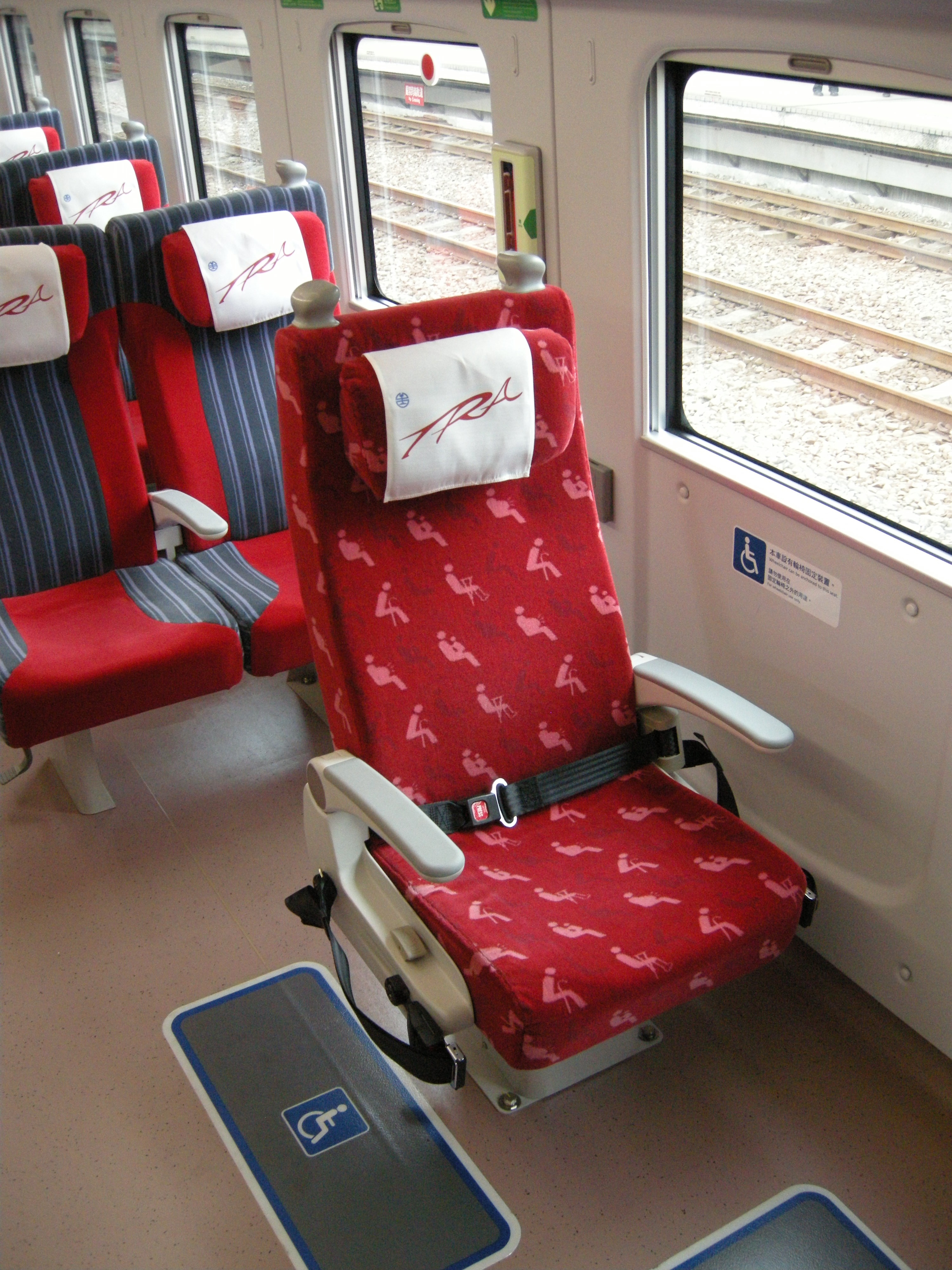
身障者席
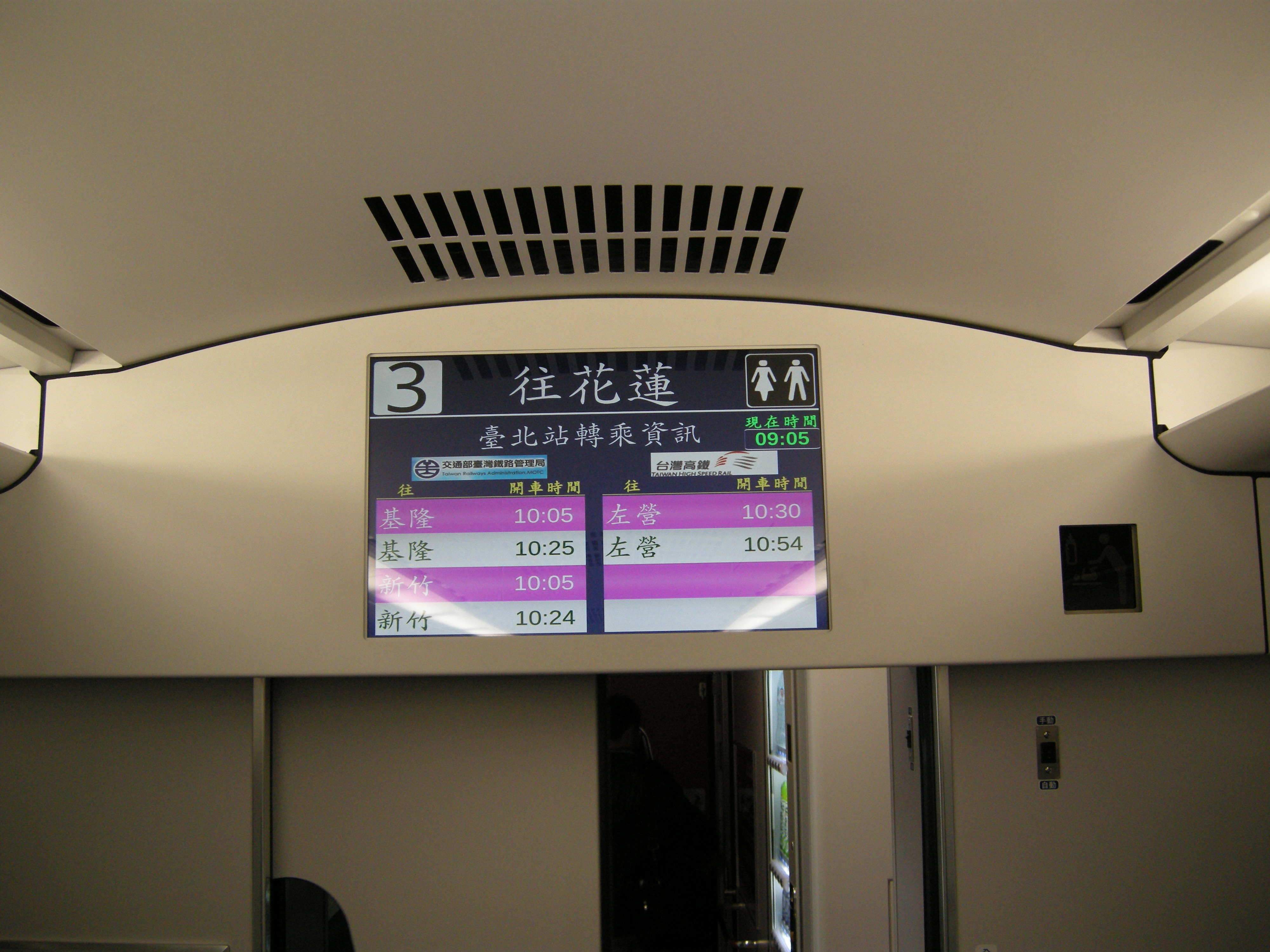
車内案内表示器
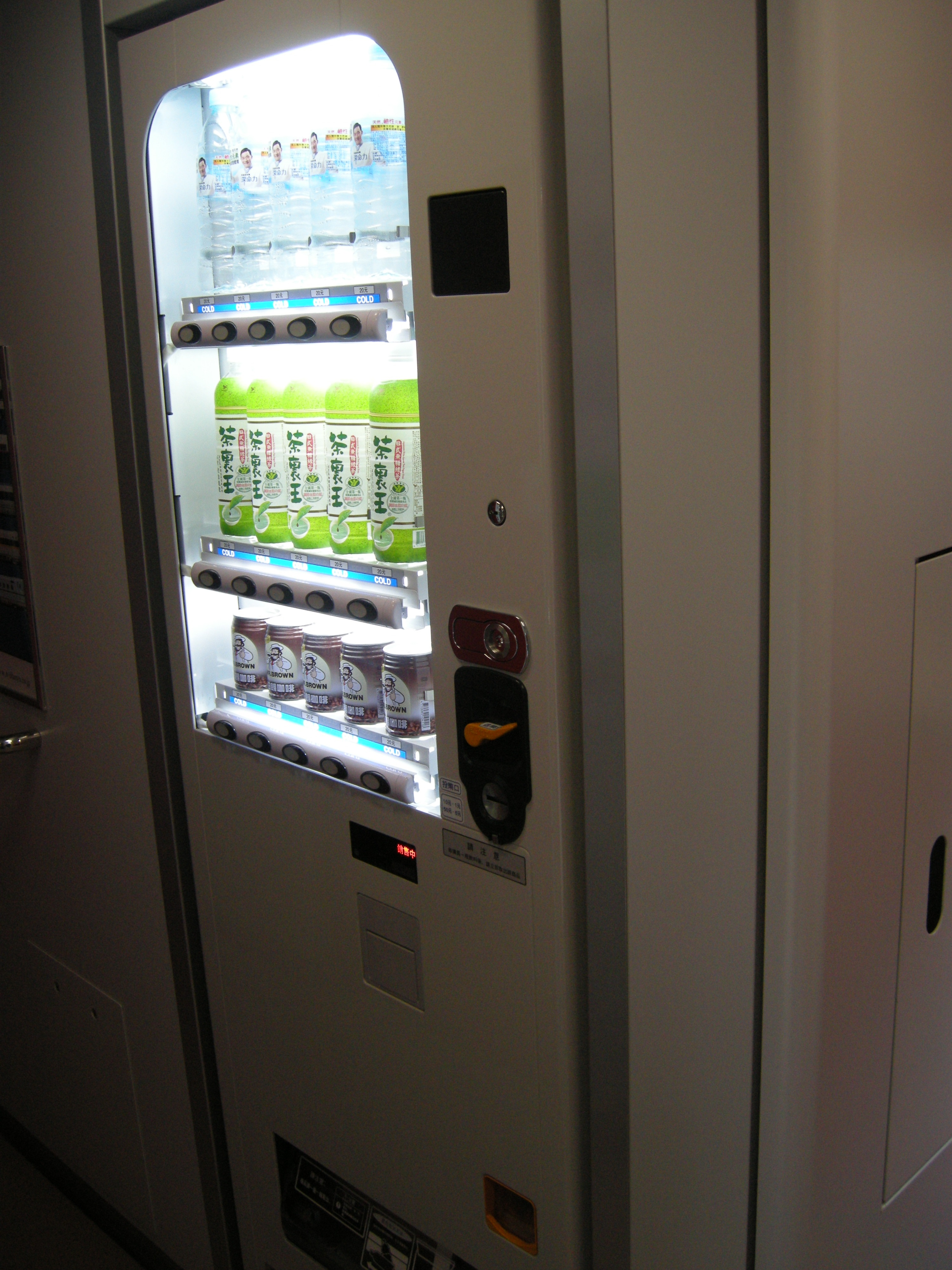
自動販売機
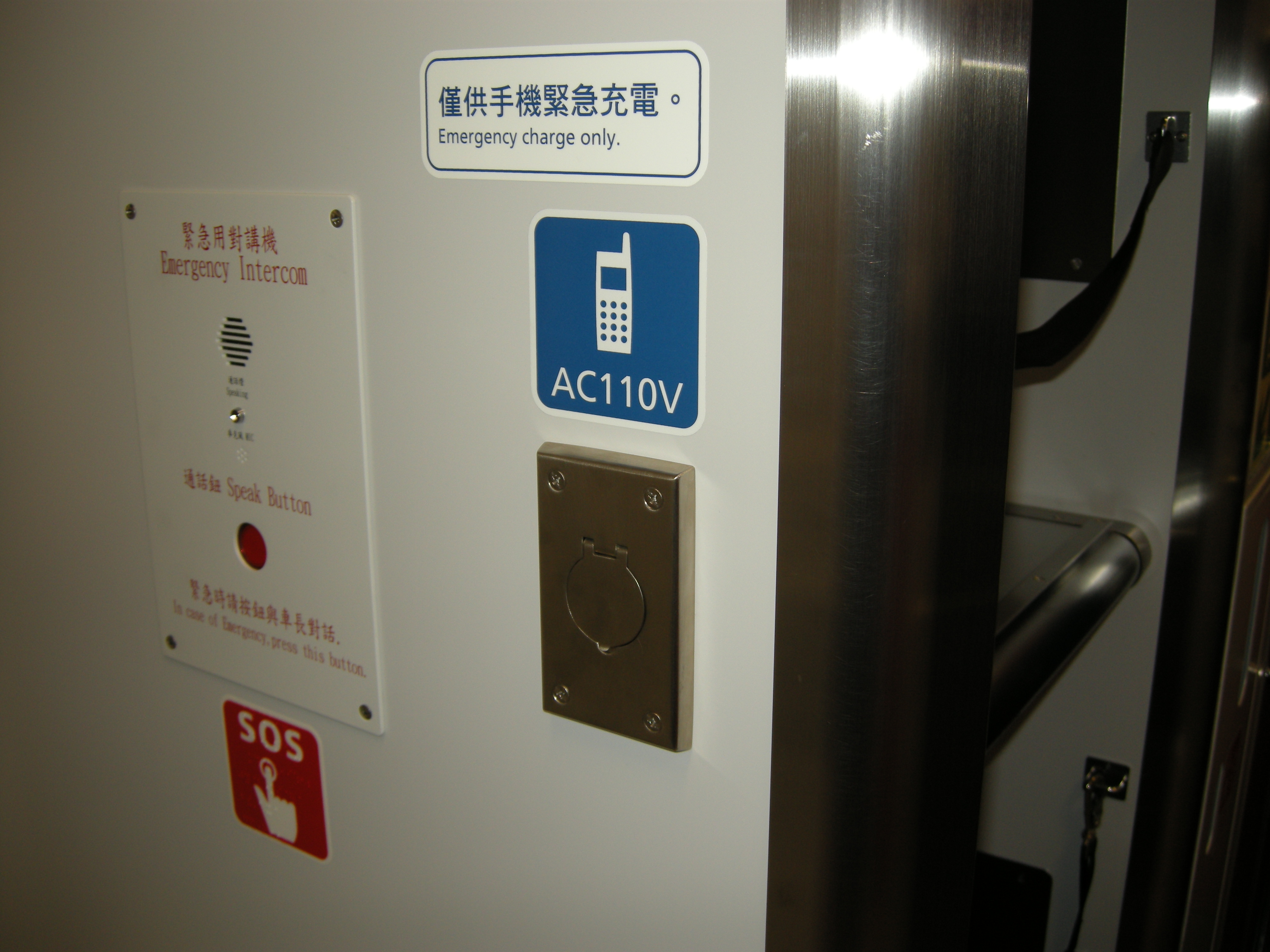
携帯電話充電コンセント
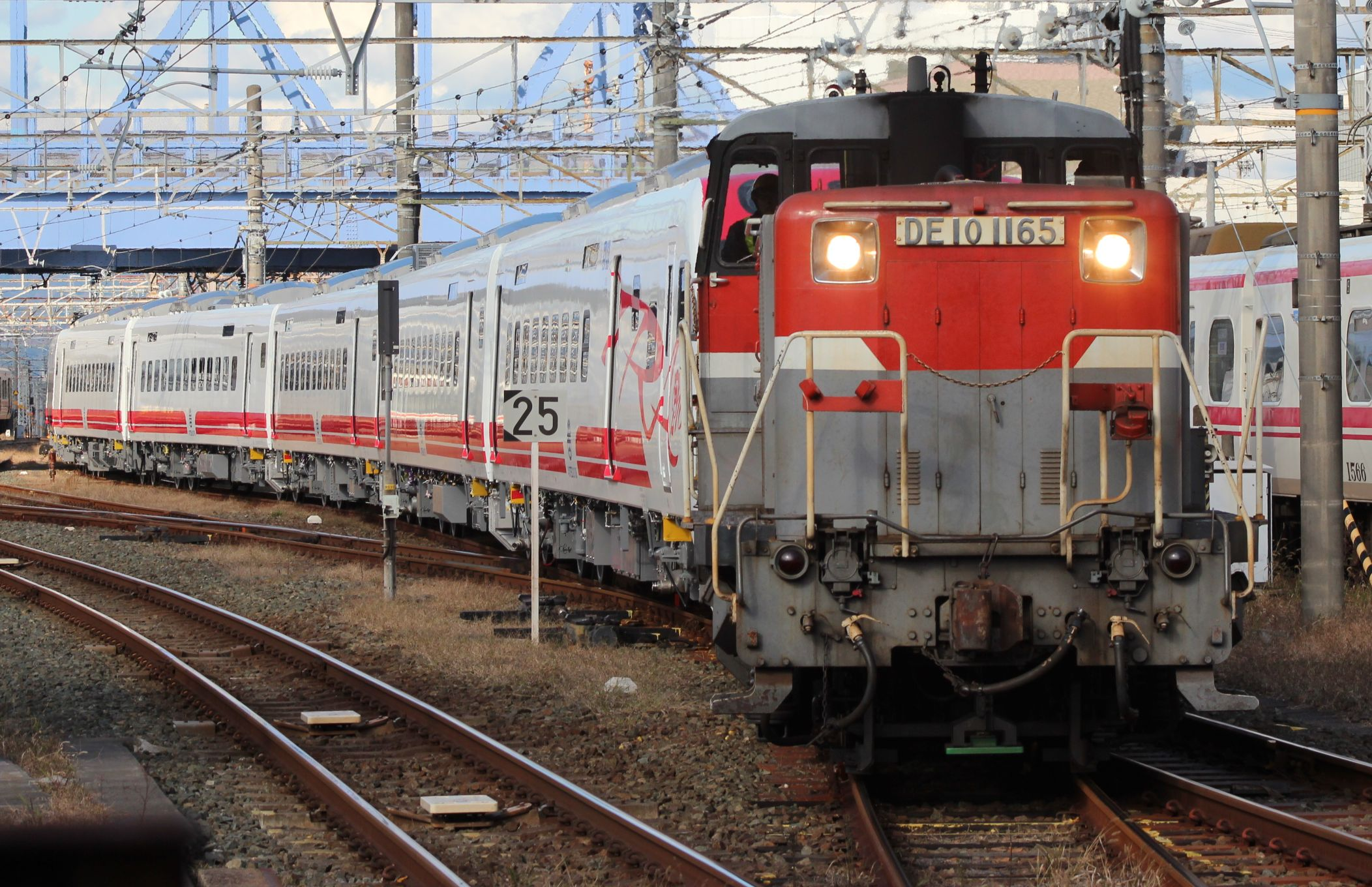
甲種輸送される台湾鉄路管理局TEMU2000型電車の増備車（豊橋駅にて）
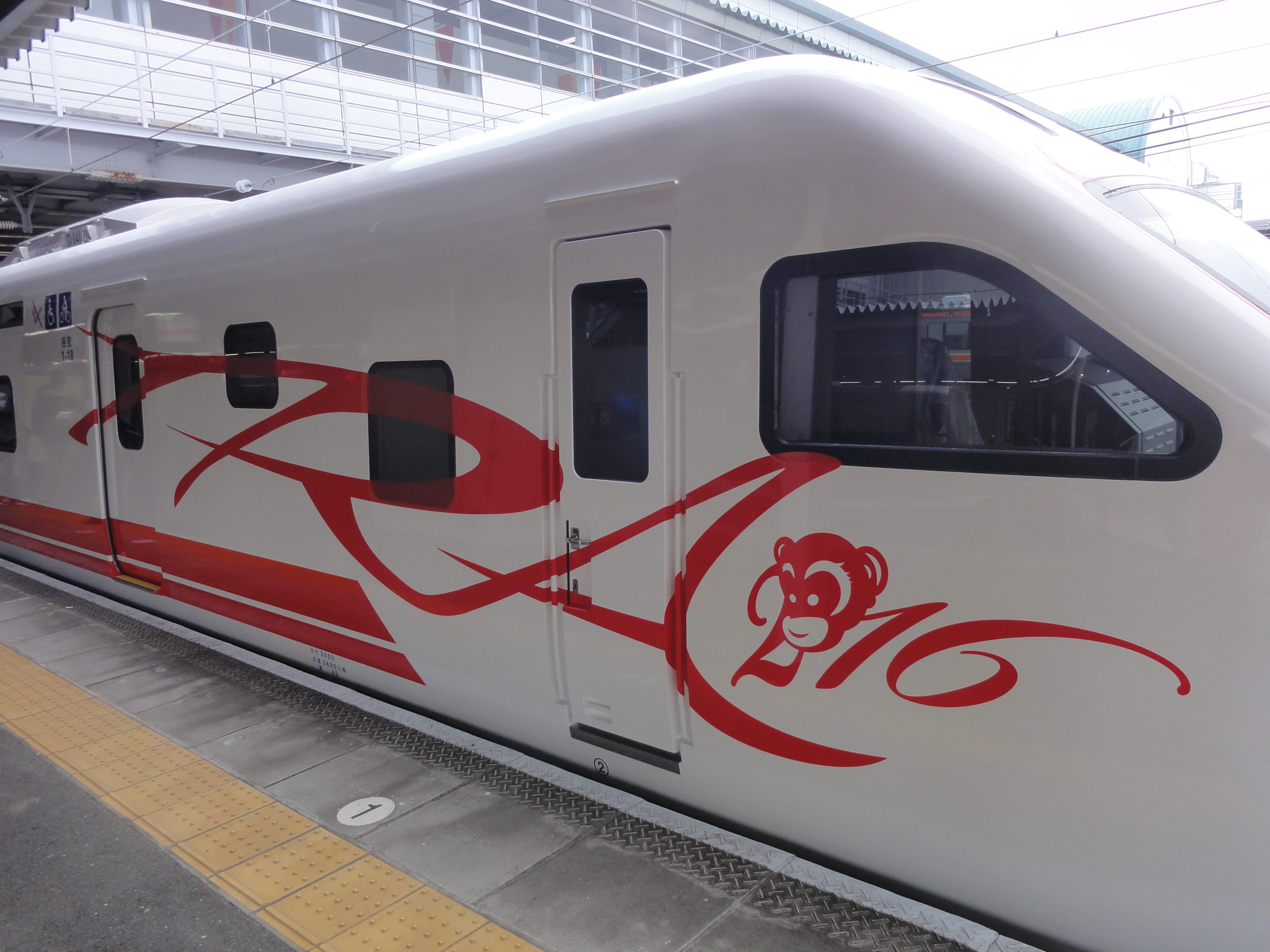
干支の猿をあしらったロゴ（豊橋駅にて）

## 編成一覧
| 列車編成 | 列車編成 | ← 斗六、彰化、樹林、台北宜蘭、花蓮、台東 → | ← 斗六、彰化、樹林、台北宜蘭、花蓮、台東 → | ← 斗六、彰化、樹林、台北宜蘭、花蓮、台東 → | ← 斗六、彰化、樹林、台北宜蘭、花蓮、台東 → | ← 斗六、彰化、樹林、台北宜蘭、花蓮、台東 → | ← 斗六、彰化、樹林、台北宜蘭、花蓮、台東 → | ← 斗六、彰化、樹林、台北宜蘭、花蓮、台東 → | ← 斗六、彰化、樹林、台北宜蘭、花蓮、台東 → | 日本車輌製造 豊川製作所出庫日 | 基隆港入港日    | 営業運転開始日 |
| 列車編成 | 列車編成 | TED2000                                    | TEMA2000                                   | TEP2000                                    | TEMB2000                                   | TEMB2000                                   | TEP2000                                    | TEMA2000                                   | TED2000                                    | 日本車輌製造 豊川製作所出庫日 | 基隆港入港日    | 営業運転開始日 |
| 第1次    | 1        | 2001                                       | 2001                                       | 2001                                       | 2002                                       | 2004                                       | 2002                                       | 2003                                       | 2002                                       | 2012年10月15日                | 2012年10月24日  | 2013年2月6日   |
| 第1次    | 2        | 2003                                       | 2005                                       | 2003                                       | 2006                                       | 2008                                       | 2004                                       | 2007                                       | 2004                                       | 2012年10月18日                | 2012年10月24日  | 2013年4月26日  |
| 第2次    | 3        | 2005                                       | 2009                                       | 2005                                       | 2010                                       | 2012                                       | 2006                                       | 2011                                       | 2006                                       | 2013年4月15日                 | 2013年4月26日   | 2013年7月23日  |
| 第2次    | 4        | 2007                                       | 2013                                       | 2007                                       | 2014                                       | 2016                                       | 2008                                       | 2015                                       | 2008                                       | 2013年4月18日                 | 2013年4月26日   | 2013年7月12日  |
| 第3次    | 5        | 2009                                       | 2017                                       | 2009                                       | 2018                                       | 2020                                       | 2010                                       | 2019                                       | 2010                                       | 2013年5月23日                 | 2013年5月31日   | 2013年8月11日  |
| 第4次    | 6        | 2011                                       | 2021                                       | 2011                                       | 2022                                       | 2024                                       | 2012                                       | 2023                                       | 2012                                       | 2013年6月17日                 | 2013年6月29日   | 2013年9月25日  |
| 第4次    | 7        | 2013                                       | 2025                                       | 2013                                       | 2026                                       | 2028                                       | 2014                                       | 2027                                       | 2014                                       | 2013年6月20日                 | 2013年6月29日   | 2013年9月16日  |
| 第5次    | 8        | 2015                                       | 2029                                       | 2015                                       | 2030                                       | 2032                                       | 2016                                       | 2031                                       | 2016                                       | 2013年7月22日                 | 2013年8月7日    | 2013年11月9日  |
| 第5次    | 9        | 2017                                       | 2033                                       | 2017                                       | 2034                                       | 2036                                       | 2018                                       | 2035                                       | 2018                                       | 2013年7月25日                 | 2013年8月7日    | 2013年11月10日 |
| 第6次    | 10       | 2019                                       | 2037                                       | 2019                                       | 2038                                       | 2040                                       | 2020                                       | 2039                                       | 2020                                       | 2013年8月19日                 | 2013年9月25日   | 2014年1月2日   |
| 第6次    | 11       | 2021                                       | 2041                                       | 2021                                       | 2042                                       | 2044                                       | 2022                                       | 2043                                       | 2022                                       | 2013年8月22日                 | 2013年9月25日   | 2014年1月3日   |
| 第7次    | 12       | 2023                                       | 2045                                       | 2023                                       | 2046                                       | 2048                                       | 2024                                       | 2047                                       | 2024                                       | 2013年9月17日                 | 2013年11月18日  | -              |
| 第7次    | 13       | 2025                                       | 2049                                       | 2025                                       | 2050                                       | 2052                                       | 2026                                       | 2051                                       | 2026                                       | 2013年9月20日                 | 2013年11月18日  | -              |
| 第8次    | 14       | 2027                                       | 2053                                       | 2027                                       | 2054                                       | 2056                                       | 2028                                       | 2055                                       | 2028                                       | 2013年11月19日                | 2013年12月18日  | -              |
| 第8次    | 15       | 2029                                       | 2057                                       | 2029                                       | 2058                                       | 2060                                       | 2030                                       | 2059                                       | 2030                                       | 2013年11月22日                | 2013年12月18日  | -              |
| 第9次    | 16       | 2031                                       | 2061                                       | 2031                                       | 2062                                       | 2064                                       | 2032                                       | 2063                                       | 2032                                       | 2013年12月16日                | 2013年12月30日  | -              |
| 第9次    | 17       | 2033                                       | 2065                                       | 2033                                       | 2066                                       | 2068                                       | 2034                                       | 2067                                       | 2034                                       | 2013年12月19日                | 2013年12月30日  | -              |
| 第10次   | 18       | 2035                                       | 2069                                       | 2035                                       | 2070                                       | 2072                                       | 2036                                       | 2071                                       | 2036                                       | 2015年12月14日                | ※2015年12月23日 | 2016年2月4日   |
| 第10次   | 19       | 2037                                       | 2073                                       | 2037                                       | 2074                                       | 2076                                       | 2038                                       | 2075                                       | 2038                                       | 2015年12月17日                | ※2015年12月23日 | 2016年2月4日   |

※台中港

## 配備計画
本型式列車は、全17編成34組136両（TEMU2001+2002－TEMU2033+2034）、最初の2編成4組16両（TEMU2001+2002－TEMU2003+2004）が2012年10月落成し、2013年春節前に東部幹線での営業運転に投入された。
残りの15編成30組120両（TEMU2005+2006－TEMU2033+2034）は2014年までに随時投入となる。本形式は、東部幹線営業運転に優先投入され、台北地区と台東駅間を現行より約1時間短縮する最速3時間半程度で直通する。少数が西部幹線嘉義以北に乗り入れ、現行保有の太魯閣号48両とともに東部幹線の輸送力と速度向上・直通化に使用される予定で、喫緊の課題である座席供給不足解消に寄与するものとなる。
配備後は、東部幹線自強号の主力が車体傾斜車両（TEMU1000型、TEMU2000型）に置き換えられ、現行主力車種のDR2800型・DR3100型気動車列車は、運行区間短縮または非電化区間（南迴線）への転配、一部は内湾線や集集線などの支線区でのサービス向上策の一環としての区間車として運行を継続する見込みである。

## 名称
台鉄は、先代のTEMU1000型電車と同様、列車名について愛称を公募した。
この活動は2段階で進められ、第一階として2012年5月24日から6月5日全国での告知活動の結果、応募総数2214通となり、審査委員会が「山海」、「馬蘭」、「晨曦」、「豐年」、「蘭嶼」、「鐵花」、「太麻里」、「曙光」、「寶桑」、「普悠瑪」、「都蘭」、「加路蘭」、「知本」、「旭日」、「東之星」、「東之鄉」、「東方」、「東海岸」、「南島」、「紅葉」など20の候補を選出し第2段階へ入った。
第2段階はインターネット投票と専門家の選考を50%ずつの比率で構成され、2012年7月5日-20日にインターネット投票では最終的に「普悠瑪（プユマ）号」が締切当日に8,778票で2位の「太麻里號」7,827票に大差をつけて採用された。。
2012年7月26日、専門家の選考を経て本形式は「普悠瑪号（Puyumaとは台湾原住民の種族のひとつプユマ族の言語で「団結、集中する」を意味する）」と正式に命名された。

## 歴史
- 2012年（民国101年）
  - 10月15日 - 第1編成（TEMU2001+2002）が日本車輌から出庫、名古屋港へ甲種輸送される。[8]
  - 10月18日 - 第2編成（TEMU2003+2004）が日本車輌から出庫、名古屋港へ甲種輸送される。
  - 10月21日 - 第1編成と第2編成を積載した輸送船「ISTORYA」が名古屋港を出港。
  - 10月24日 - 基隆港に入港。
  - 10月25日 - 西第4パースにて第1編成が陸揚げされ、歓迎式典の後に七堵駅まで甲種輸送される。[9]
  - 10月26日 - 同所にて第2編成が陸揚げ、甲種輸送。
  - 10月31日 - 七堵機務段で構内試験開始。
  - 11月5日 - 両編成の本線試運転(七堵～彰化駅間)が行われる。[10][11]
  - 11月6日 - 試運転で嘉義駅まで乗り入れ。[12]
  - 11月15日 - 試運転で北廻線宜蘭駅、花蓮駅まで乗り入れ[13]
  - 11月29日 - 試運転で屏東線屏東駅まで乗り入れ。[14]
- 2013年（民国102年）
  - 1月30日 - 日本車輌製造による安全認証が通過。[15]
  - 2月5日 - 第三者安全認証を受託していたロイズによる安全認証が通過、通知が届いたことで、翌々日の営業運転が正式に決定。[16]
  - 2月6日 - 旧正月の帰省ダイヤから営業運転投入，第2編成が営業運転開始。一番列車は樹林09:20発花蓮行き自強5208列車。[17]
  - 4月15日 - 第3編成（TEMU2005+2006）が日本車輌から出庫、名古屋港へ甲種輸送される。[18]
  - 4月18日 - 第4編成（TEMU2007+2008）が日本車輌から出庫、名古屋港へ甲種輸送される。[19]
  - 4月26日 - 基隆港に入港。西第4パースにて陸揚げされ、七堵駅まで甲種輸送される。[20]

同日、第1編成が営業運転開始。
  - 5月23日 - 第5編成（TEMU2009+2010）が日本車輌から出庫、名古屋港へ甲種輸送され、同31日に基隆港に入港。
  - 6月17日 - 第6編成（TEMU2011+2012）が日本車輌から出庫、名古屋港へ甲種輸送される。
  - 6月20日 - 第7編成（TEMU2013+2014）が日本車輌から出庫、名古屋港へ甲種輸送される。
  - 6月29日 - 第6編成と第7編成が基隆港に入港、陸揚げ後甲種輸送される。
  - 7月12日 - 第4編成が営業運転開始。
  - 7月21日 - 第3編成が営業運転開始。
  - 7月22日 - 第8編成（TEMU2015+2016）が日本車輌から出庫、名古屋港へ甲種輸送される。
  - 7月25日 - 第9編成（TEMU2017+2018）が日本車輌から出庫、名古屋港へ甲種輸送される。
  - 8月7日 - 第8編成と第9編成が基隆港に入港、陸揚げ後甲種輸送される。
  - 8月11日 - 第5編成が営業運転開始。
  - 8月19日 - 第10編成（TEMU2019+2020）が日本車輌から出庫、名古屋港へ甲種輸送される。
  - 8月22日 - 第11編成（TEMU2021+2022）が日本車輌から出庫、名古屋港へ甲種輸送される。
  - 9月16日 - 第7編成が営業運転開始。
  - 9月17日 - 第12編成（TEMU2023+2024）が日本車輌から出庫、名古屋港へ甲種輸送される。
  - 9月20日 - 第13編成（TEMU2025+2026）が日本車輌から出庫、名古屋港へ甲種輸送される。
  - 9月25日 - 第6編成が営業運転開始。同日、第10編成と第11編成が基隆港に入港、陸揚げ後甲種輸送される。
  - 11月9日 - 第8編成が営業運転開始。
  - 11月10日 - 第9編成が営業運転開始。
  - 11月18日 - 第12編成と第13編成が基隆港に入港、陸揚げ後甲種輸送される。
  - 11月19日 - 第14編成（TEMU2027+2028）が日本車輌から出庫、名古屋港へ甲種輸送される。
  - 11月22日 - 第15編成（TEMU2029+2030）が日本車輌から出庫、名古屋港へ甲種輸送される。
  - 12月16日 - 第16編成（TEMU2031+2032）が日本車輌から出庫、名古屋港へ甲種輸送される。
  - 12月18日 - 第14編成と第15編成が基隆港に入港、陸揚げ後甲種輸送される。
  - 12月19日 - 第17編成（TEMU2033+2034）が日本車輌から出庫、名古屋港へ甲種輸送される。
  - 12月30日 - 第16編成と第17編成が基隆港に入港、陸揚げ後甲種輸送される。
- 2014年（民国103年）
  - 1月2日 - 第10編成が営業運転開始。
  - 1月3日 - 第11編成が営業運転開始。
  - 4月18日 - 台東線電化区間を試運転
  - 6月28日 - メディア・政府関係者を乗せた臨時列車が台東 - 台北間で運転され、同時に電化開業式典が行われる
  - 7月1日 - 暫定ダイヤによる台東への営業運転開始
  - 7月16日 - ダイヤ改正により台東線乗り入れが増発。
  - 12月28日 - 台湾政府交通部によりTEMU1000型及び当形式各2編成の追加発注と2015年末の投入が決定された。[21]
- 2015年（民国104年）
  - 10月15日 - ダイヤ改正により台中線及び海岸線へ乗り入れる定期列車が営業運転開始
  - 12月14日 - 第18編成（TEMU2035+2036）が日本車輌から出庫、名古屋港へ甲種輸送される。
  - 12月17日 - 第19編成（TEMU2037+2038）が日本車輌から出庫、名古屋港へ甲種輸送される。
  - 12月23日 - 第18編成と第19編成が台中港に入港、陸揚げ後台中港線経由で彰化機務段へ甲種輸送される。
- 2016年（民国105年）
  - 2月4日 - 増備車が営業運転開始[22]
  - 4月21日 - ダイヤ改正により、西部幹線（松山 - 潮州間）の定期列車に1往復投入。
- 2018年（民国107年）
  - 10月21日 - 第4編成が宜蘭線新馬駅付近にて、脱線転覆事故を起こす。

## エピソード
- 日本からの車両陸揚げのために、廃線になっていた基隆臨港線を復活させた[23]。
- 上記の第1編成の輸送時、基隆駅構内2Bホーム通過時に床下機器が接触する軽微な事故が起きた[24]。原因は線路がホームに寄っており、線路の中心からホームまでの距離が規定より不足していたことによる。このため、台鉄は当該ホームを急遽削る応急処置で回送列車を通過させた。
- 後日、花蓮など5駅でも事前にホームを削る応急処置に追われ、台鉄の対応が議会で問題視された[25]。
- 赤いノーズにちなんで現地ファンから「紅面番鴨（ノバリケン）」と呼ばれる[26]。
- 中華民国鉄道文化協会の会員で学者、鉄道研究家の洪致文は、実写の塗装は投入発表時のメーカーによるイラストより美観を損ねている、と辛口な論評を行ったために、国内の鉄道ファンの間で大きな反響を呼ぶことになった[27]。
- 続いて同協会理事長（当時）で学者、鉄道研究家の蘇昭旭も同様のコメントをしたために、前面塗装が賛否両論の議論を呼んでいる[28]。
- 鉄路局がメーカーと第三者の安全認証が取得できていない段階で旧正月用乗車券の販売に踏み切ったため、現場や議会での論争を巻き起こした。技術的には特に問題はなかったが、ロイズからの安全認証が書類上の問題で直前まで滞っていたため、自強号での振替輸送も検討されるなど、難産の末でのデビューとなった[29]。
- 羅東駅に同車の先頭部を模した駅弁販売店がある（同様の販売店は、既に樹林駅にEMU700型電車の先頭部を模した駅弁販売店がある）[30]。
- 2015年に台湾鉄路管理局と友好鉄道協定を結んだ東武鉄道が、2016年6月より「りょうもう」で使用している東武200系電車の1編成に当形式仕様のラッピングを施し[31][32][33]、2018年まで運行された。
- 2016年の増備車の先頭車には干支の猿をあしらったロゴが付されている。
- 2017年に台鉄130周年（清朝の全台鉄路商務総局設立から）を記念して、TEMU2005+2006に歴代の各形式列車をラッピングした特別仕様車が翌年5月まで運行された[34]。

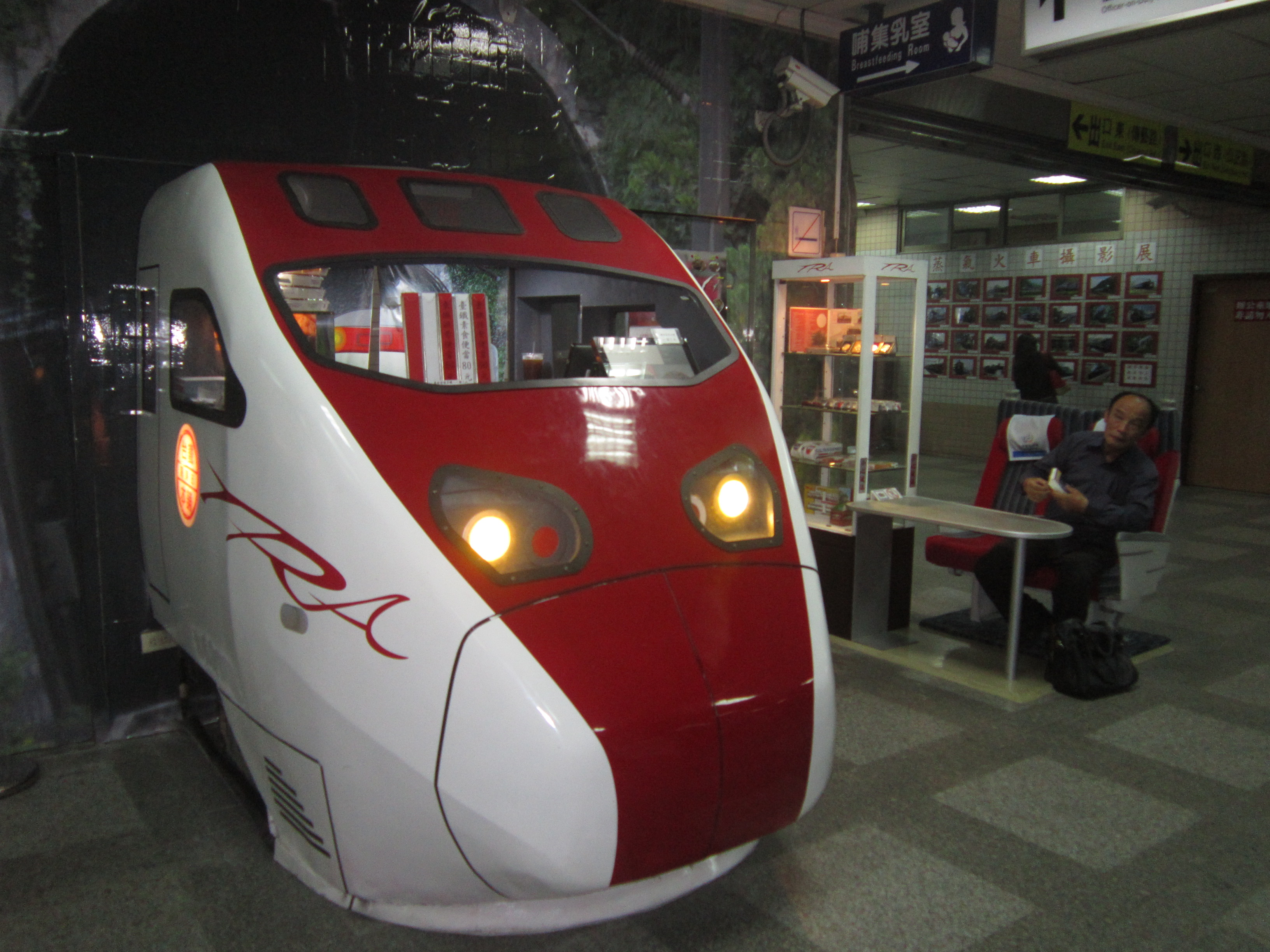
羅東駅のモック型弁当店舗（2014年9月-）
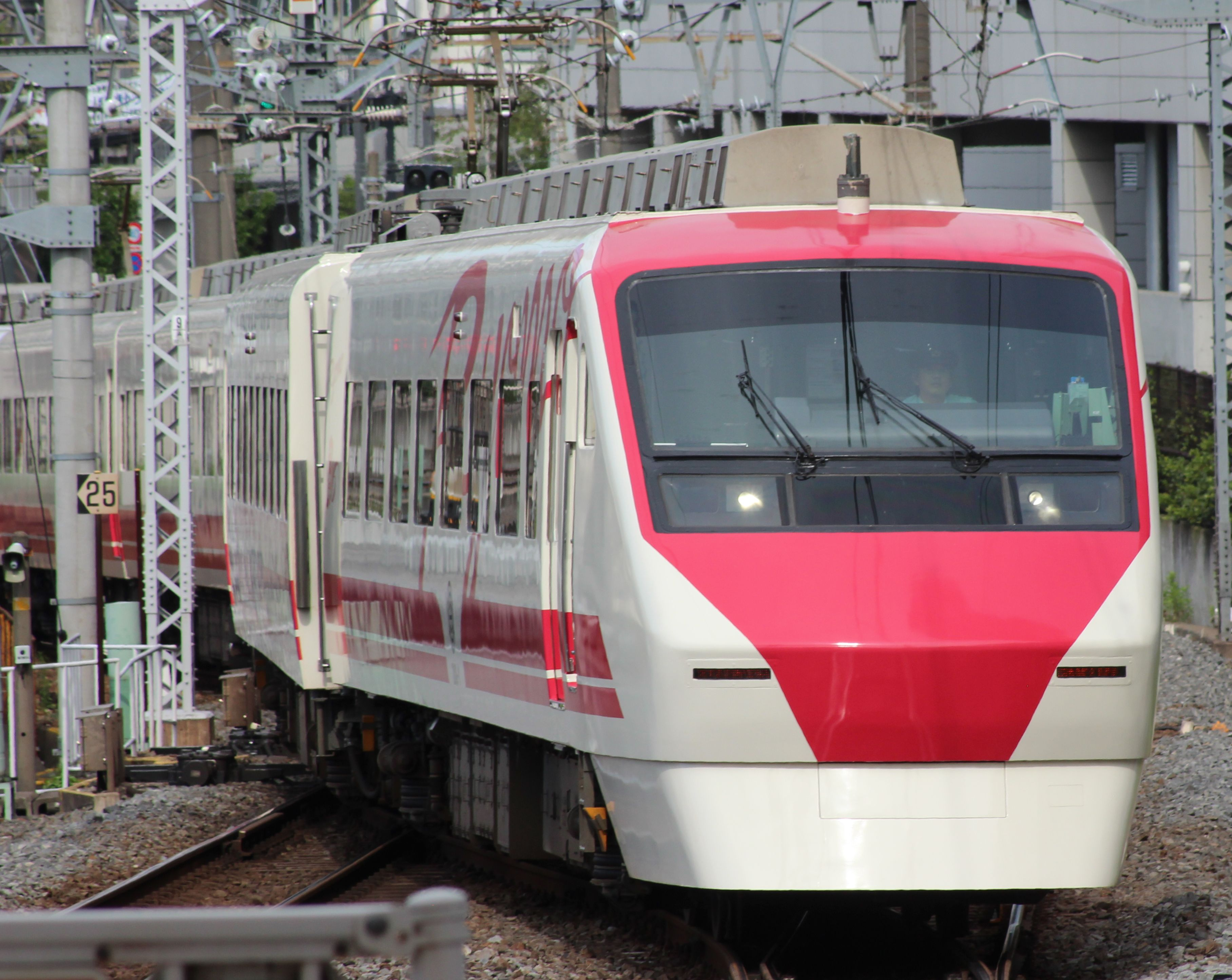
東武200系電車普悠瑪号ラッピング仕様
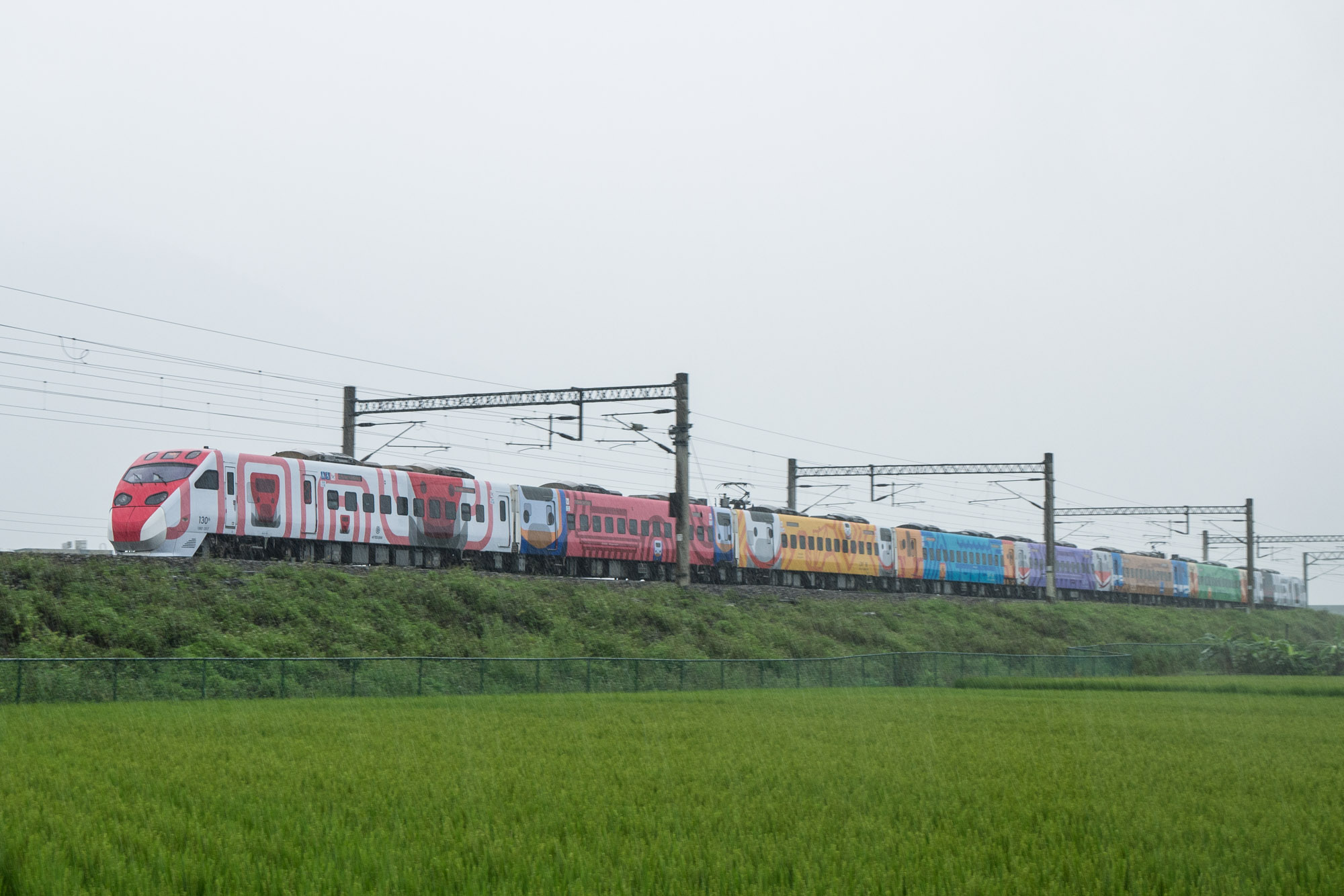
130周年特別ラッピング仕様の普悠瑪号